# 1873
1873 (MDCCCLXXIII) fue un año común comenzado en miércoles según el calendario gregoriano.

## Acontecimientos

### Enero
- 1 de enero: Japón acepta el calendario gregoriano
- 20 de enero: México Inicia los viajes en Ferrocarril con la primera vía, Ciudad de México-Veracruz. Se edifica la estación Buenavista en la Ciudad de México

### Febrero
- 6 de febrero: Bolivia y Perú firman un tratado secreto de alianza militar. Historiadores chilenos lo mencionan como una de las causas de la Guerra del Pacífico.
- 10 de febrero: Amadeo de Saboya abdica de la Corona de España.
- 11 de febrero: Las Cortes españolas proclaman la Primera República Española, con Estanislao Figueras como Presidente.
- 19 de febrero: se inaugura parcialmente el Palacio Federal Legislativo de Venezuela. Una semana más tarde, el 27 de febrero, el Congreso de Venezuela sesiona allí por primera vez.
- 20 de febrero: Estados Unidos: la universidad de California abre la primera escuela de medicina de San Francisco.

### Marzo
- 4 de marzo: el republicano Ulysses S. Grant jura como presidente de Estados Unidos para un segundo mandato.
- 8 de marzo: se juega el segundo partido de fútbol de selecciones de la historia, entre Inglaterra y Escocia, ganando el primero por 4 a 2.
- 13 de marzo: en el estado de Bahía (Brasil), la villa de Cachoeira es elevada a la categoría de ciudad por un decreto imperial (Ley Provincial n.º43).
- 22 de marzo: en Puerto Rico se sanciona la Ley de la Abolición de la Esclavitud.[1]

### Abril
- 1 de abril: el RMS Atlantic se hunde cerca de la costa de Nueva Escocia, causando 545 muertes.

### Mayo
- Bismarck proclama las Leyes de Mayo incluidas en su Kulturkampf (combate por la cultura), conflicto entre el canciller y la Iglesia católica.

### Junio
- 11 de junio: Francisco Pi y Margall se convierte en presidente de la Primera República Española tras la dimisión de Estanislao Figueras, que solo ha permanecido cuatro meses en el cargo.
- 29 de junio: Un terremoto de 6,3 sacude el valle de Alpago en Italia.

### Julio
- 12 de julio: Cartagena se declara cantón independiente y forma el Cantón de Cartagena que resistirá durante seis meses.
- 18 de julio: Nicolás Salmerón se convierte en presidente de la Primera República Española tras la dimisión de Francisco Pi y Margall, que solo ha permanecido cinco semanas en el cargo.
- 19 de julio: en España: Torrevieja se declara cantón independiente por periodo de un día.

### Septiembre
- 8 de septiembre: en España, Emilio Castelar es elegido presidente de la Primera República Española en sustitución de Nicolás Salmerón, dimitido el día anterior.
- 18 de septiembre: en Filadelfia (Estados Unidos), se produce la quiebra de la compañía bancaria Jay Cooke and Company, dando lugar a un pánico bursátil con el que comenzó la primera de las grandes depresiones o crisis sistémicas del capitalismo, la Gran Depresión de 1873.

### Diciembre
- 9 de diciembre: batalla de Don Gonzalo, entre unitarios y federales, en Argentina.
- 10 de diciembre: en la localidad de Sotaquí se celebra la primera procesión de la imagen del Niño Dios de Sotaquí.

### Fechas desconocidas
- En Nueva York (Estados Unidos), un tal Hyperion publica en la revista St. Nicholas el primer «double diamond puzzle» (rompecabezas de doble diamante), el primer crucigrama del mundo. Más tarde el invento será atribuido al británico Arthur Wynne (que publicó un rompecabezas de palabras en 1913).[2]
- Benito Pérez Galdós, novelista español, publica la primera parte de sus Episodios nacionales.
- Ruina del Castillo de Saldaña. Su revestimiento de sillería se utiliza en la reconstrucción del puente sobre el río Carrión.
- El emirato de Bujará se convierte en protectorado del Imperio ruso.

## Arte y literatura
- Paul Cezanne pinta el Bodegón.
- Benito Pérez Galdós: Episodios nacionales (comienzo de la serie).
- Arthur Rimbaud: Una temporada en el infierno.
- Julio Verne: La vuelta al mundo en ochenta días.
- Friedrich Nietzsche : Sobre verdad y mentira en sentido extramoral
- Teresa Madasú y Celestino se convierte en la primera alumna matriculada en la Escuela Superior de Pintura, Escultura y Grabado de Madrid.[3]

## Ciencia y tecnología
- James Clerk Maxwell, físico británico, publica su teoría sobre las ondas electromagnéticas.
- Camillo Golgi: Estudio de las fibras nerviosas.
- Théodule Ribot (1839-1916, profesor de filosofía): La herencia.
- Max Müller (1823-1900, filólogo, uno de los fundadores de los estudios indios): La ciencia de la religión.
- Bakunin: Estado y anarquía.

## Nacimientos

### Enero

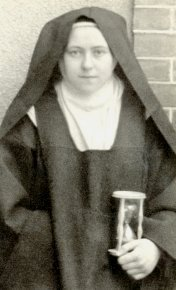
Teresa de Lisieux nace el 2 de enero.

- 1 de enero: Mariano Azuela, escritor mexicano (f. 1952).
- 2 de enero: Teresa de Lisieux, monja carmelita y santa francesa.
- 2 de enero: Anton Pannekoek, astrónomo, revolucionario y teórico comunista neerlandés (f. 1960).
- 6 de enero: Joaquín Mir, pintor español (f. 1940).
- 7 de enero: Charles Péguy, escritor y poeta francés (f. 1914).
- 7 de enero: Adolph Zukor, productor estadounidense de cine (f. 1976).
- 20 de enero: Johannes Wilhelm Jensen, escritor danés, premio nobel de literatura en 1944 (f. 1950).
- 23 de enero: Mauricio López-Roberts, diplomático y escritor español (f. 1940).
- 28 de enero: Sidonie Gabrielle Colette, novelista francesa.
- 30 de enero: Georges Ricard-Cordingley, pintor francés (f. 1939).

### Febrero
- 2 de febrero: Leo Fall, compositor austriaco de operetas (f. 1925).
- 2 de febrero: Konstantin von Neurath, diplomático alemán, ministro de Asuntos Exteriores en la Alemania nazi (f. 1956).
- 7 de febrero: Thomas Andrews, arquitecto naval (f. 1912)
- 15 de febrero: Hans von Euler-Chelpin, químico sueco, premio nobel de química en 1929 (f. 1964).
- 25 de febrero: Enrico Caruso, tenor italiano (f. 1921).

### Marzo

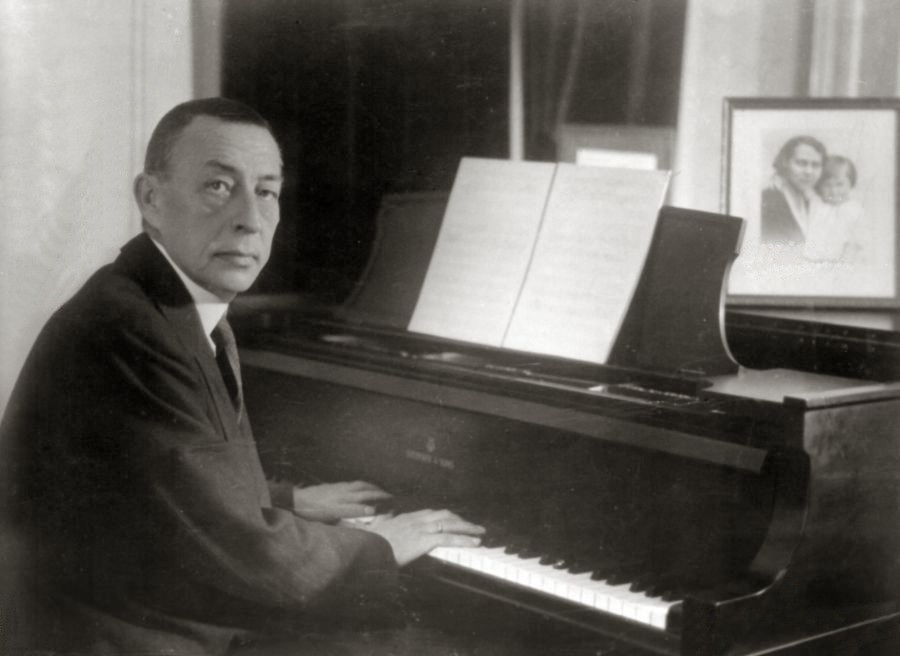
Seguéi Rachmaninoff nace el 1 de abril.

- 2 de marzoː Inez Haynes Irwin, autora feminista estadounidense (f. 1970)
- 10 de marzo: Jakob Wassermann, escritor alemán (f. 1934).

### Abril
- 1 de abril: Serguéi Rajmáninov, pianista, director de orquesta y compositor ruso (f. 1943).

### Mayo
- 21 de mayo: Hans Berger, médico neurólogo alemán (f. 1941).
- 26 de mayo: Hans Ludendorff, astrónomo alemán (f. 1941).

### Junio
- 3 de junio: Otto Loewi, fisiólogo alemán, premio nobel de medicina en 1936 (f. 1961).
- 8 de junio: Azorín (José Martínez Ruiz), escritor español (f. 1967).
- 12 de junio: Lucila Gamero de Medina, escritora hondureña (f. 1964).
- 28 de junio: Alexis Carrel, biólogo, médico y escritor francés, premio nobel de medicina en 1912 (f. 1944).

### Julio
- 11 de julio: Evaristo Valle, pintor español (f. 1951).
- 20 de julio: Alberto Santos Dumont, aviador brasileño (f. 1932).
- 22 de julio: Luis Alberto de Herrera, político uruguayo (f. 1959).
- 25 de julio: José María Peralta Lagos, general e ingeniero, fue un escritor, militar, y político salvadoreño (f. 1944).

### Agosto
- 1 de agosto: Francisco Contreras Ballesteros, militar mexicano (f. 1915).
- 1 de agosto: Gabriel Terra, presidente uruguayo (f. 1942).
- 18 de agosto: Leo Slezak, tenor alemán (f. 1946).
- 26 de agosto: Lee De Forest, inventor estadounidense (f. 1961).

### Septiembre
- 16 de septiembre: Víctor Guardia Quirós, abogado y escritor costarricense (f. 1959).
- 29 de septiembre: Irene Alba, actriz española (f. 1930).

### Octubre
- 7 de octubre: Paul Peyerimhoff de Fontenelle, naturalista, botánico, entomólogo y zoólogo francés (f. 1957).
- 14 de octubre: José Serrano, compositor de zarzuelas español (f. 1941).
- 18 de octubre: Ivanoe Bonomi, político italiano (f. 1951).
- 24 de octubre: Jules Rimet, dirigente deportivo francés (f. 1956).
- 30 de octubre: Francisco I. Madero, político mexicano, presidente entre 1911 y 1913 (f. 1913).

### Noviembre
- 4 de noviembre: George Edward Moore, filósofo británico (f. 1958).

### Diciembre
- 25 de diciembre (más posiblemente de 1872): Rosarito Vera, educadora argentina (f. 1950).
- 26 de diciembre: José Oliva Nogueira, periodista y escritor argentino (f. 1945).

### Fechas desconocidas
- Guangxu, emperador chino de la dinastía Qing.

## Fallecimientos

### Enero
- 9 de enero: Napoleón III, primer mandatario francés entre 1848 y 1870 (n. 1808).

### Febrero
- 1 de febrero: Gertrudis Gómez de Avellaneda, escritora y poetisa cubana (n. 1814).
- 11 de febrero: Juan Bravo Murillo, político español (n. 1803).

### Marzo
- 25 de marzo: Wilhelm Marstrand, pintor danés (n. 1810).

### Abril
- 18 de abril: Justus von Liebig, químico alemán, pionero de la química orgánica. (n. 1803).

### Mayo
- 1 de mayo: David Livingstone, explorador y misionero británico (n. 1813).
- 6 de mayo: José Antonio Páez, político venezolano, presidente en varias oportunidades entre 1830 y 1863 (n. 1790).
- 8 de mayo: John Stuart Mill, filósofo, político y economista británico (n. 1806).
- 22 de mayo: Alessandro Manzoni, escritor italiano.

### Septiembre
- 13 de septiembre: Agustín Fernando Muñoz y Sánchez, militar español y segundo esposo de María Cristina de Borbón, que había sido esposa de Fernando VII (n. 1808).

### Noviembre
- 3 de noviembre: Antonio de los Ríos Rosas, político español (n. 1812).
- 29 de noviembre: Claudio Gay, botánico francés (n. 1800).

### Diciembre
- 6 de diciembre: Manuel Acuña, escritor mexicano.
- 14 de diciembre: Louis Agassiz, naturalista y geólogo suizo (n. 1807).